# Roman Smiszko
Roman Wołodymyrowycz Smiszko, ukr. Роман Володимирович Смішко (ur. 18 marca 1983 w Kieś, Łotewska SRR) – ukraiński piłkarz, grający na pozycji bramkarza.

## Kariera piłkarska

### Kariera klubowa
Wychowanek szkół piłkarskich DJuSSz Ventspils oraz DJuSSz Bałta. W 2000 rozpoczął karierę piłkarską w składzie drugiej drużyny Czornomorca Odessa. Nie rozegrał żadnego meczu i w następnym roku debiutował w Portowyku Iljiczewsk. 2002 rok spędził w amatorskim zespole Iwan Odessa. Potem występował w trzecioligowych klubach Dnister Owidiopol, Olimpija FK AES Jużnoukraińsk i Zirka Kirowohrad. W rundzie wiosennej sezonu 2005/06 bronił barw drużyny rezerw Krywbasa Krzywy Róg. W 2007 wyjechał do Białorusi, gdzie zasilił skład FK Smorgonie, ale już latem powrócił do Ukrainy, gdzie grał w amatorskim zespole Reał-Farm Odessa. W 2008 przeszedł do litewskiego FK Vėtra, a w kwietniu następnego roku wychodził na boisko w koszulce MFK Mikołajów. W 2010 zasilił skład kirgiskiego Neftczi Koczkorata. Po tym jak wybuchła wojna w Kirgistanie, opuścił kraj. Po dłuższej przerwie w 2011 ponownie wrócił do gry w estońskiej Levadii Tallinn, w której pełnił funkcję kapitana drużyny. 3 lutego 2015 przeszedł do Narva Trans. W 2016 przeniósł się do Maardu Linnameeskond, jednak nie zagrał żadnego meczu i w następnym roku odszedł do Maardu Aliens. W 2018 podpisał kontrakt z Tallinna FCI Levadia.

## Sukcesy

### Sukcesy klubowe
- mistrz Estonii: 2013, 2014
- mistrz Kirgistanu: 2010
- wicemistrz Estonii: 2012
- brązowy medalista Mistrzostw Litwy: 2008
- zdobywca Pucharu Estonii: 2012, 2013, 2014
- finalista Pucharu Litwy: 2008
- zdobywca Superpucharu Estonii: 2013